# لیتل یلدهم
لیتل یلدهم (به انگلیسی: Little Yeldham) یک روستا و محله مدنی در بریتانیا است که در Braintree واقع شده‌است.